# IEEE 802.16a
IEEE 802.16a est un standard de communication informatique ratifié le 29 janvier 2003 et spécifiant un type de transmission de données  par liaison sans fil à des débits allant jusqu'à 70 Mbit/s sur une bande de fréquences comprises entre 2 et 11 GHz. C'est aussi un amendement à la norme 802.16 (appelée aussi WiMAX) pour les réseaux sans fil métropolitains (WMAN).

## Description
IEEE 802.16a opère sur lien point à multipoint fixe (antenne fixe vers antennes fixes) et sur une distance théorique (entre station de base et terminal d'abonné) de 50 km sans « ligne à vue » (NLOS ou Non Line Of Sight), c'est-à-dire, que la transmission n'est pas interrompue par les obstacles physiques.
La modulation OFDM (Orthogonal Frequency Division Multiplexing) qui fait correspondance avec la couche physique (PHY) du modèle OSI permet, grâce à une répartition du signal transmis sur une multitude de sous-porteuses orthogonales modulées chacune à bas débit, de composer avec la présence d'obstacles entre émetteur et récepteur.
IEEE 802.16a prévu pour un usage « en fixe » permet d'opérer dans les bandes de fréquences non libres (bandes 2,56 GHz et 3,5 GHz) et libres (comme la bande 5,8 GHz).

## Applications
Le standard IEEE 802.16a offre les possibilités suivantes :
- couvrir en accès Internet à haut débit les zones non couvertes et ainsi constituer une technologie alternative aux tentatives de déploiement des réseaux filaires ADSL dans les zones difficiles ;
- à partir d'une station de base, autoriser une connexion sans fil avec un même abonnement depuis différents endroits (mais sans déplacement) ;
- permettre de relier entre eux des hotspots (points d’accès Internet) utilisant la technologie Wi-Fi afin de créer un réseau maillé permettant une plus grande couverture ;
- couvrir les hotzones c’est-à-dire les zones d’activité économique, zones commerciales ou touristiques, etc. ;
- constituer une infrastructure de communication pour la sécurité civile et maritime ;
- etc.

Remarque: IEEE 802.16a est aujourd'hui obsolète et remplacé par le standard IEEE 802.16d.